# Anaheim Arsenal 2006-2007
La stagione 2006-07 degli Anaheim Arsenal fu la 1ª nella NBA D-League per la franchigia.
Gli Anaheim Arsenal arrivarono quarti nella Western Division con un record di 23-27, non qualificandosi per i play-off.

## Roster
| N° | Naz.                     | Ruolo | Sportivo          | Anno | Alt. | Peso |
| -- | ------------------------ | ----- | ----------------- | ---- | ---- | ---- |
| 0  | Stati Uniti (bandiera)   | G     | MaJic Dorsey      | 1981 | 185  | 84   |
| 6  | Stati Uniti (bandiera)   | A     | Jerry Dupree      | 1981 | 201  | 91   |
| 12 | Stati Uniti (bandiera)   | G     | Justin Johnson    | 1983 | 183  | 85   |
| 21 | Stati Uniti (bandiera)   | C     | Bryson McKenzie   | 1983 | 208  | 104  |
| 22 | Stati Uniti (bandiera)   | G     | Milone Clark      | 1983 | 193  | 88   |
| 24 | Stati Uniti (bandiera)   | G     | Andre Owens       | 1980 | 193  | 91   |
| 31 | Stati Uniti (bandiera)   | A     | Jawad Williams    | 1983 | 203  | 99   |
| 34 | Stati Uniti (bandiera)   | A     | Corsley Edwards   | 1979 | 206  | 125  |
| 35 | Stati Uniti (bandiera)   | AC    | Tyler Smith       | 1980 | 208  | 120  |
| 42 | Stati Uniti (bandiera)   | C     | Greg Clausen      | 1979 | 211  | 118  |
|    | Stati Uniti (bandiera)   | G     | Davin White       | 1981 | 185  | 84   |
|    | Stati Uniti (bandiera)   | A     | Steven Smith      | 1983 | 206  | 113  |
|    | Stati Uniti (bandiera)   | A     | Jamaal Thomas     | 1980 | 203  | 86   |
|    | Stati Uniti (bandiera)   | A     | James Augustine   | 1984 | 208  | 107  |
|    | Corea del Sud (bandiera) | C     | Ha Seung-jin      | 1985 | 221  | 138  |
|    | Stati Uniti (bandiera)   | A     | Sean Banks        | 1985 | 203  | 95   |
|    | Stati Uniti (bandiera)   | A     | Jamaal Williams   | 1983 | 198  | 102  |
|    | Stati Uniti (bandiera)   | G     | Brandon Armstrong | 1980 | 196  | 85   |

## Staff tecnico
- Allenatori: Larry Smith (10-15)[1], Reggie Geary (13-12)
- Vice-allenatore: Reggie Geary (fino al 23 gennaio)
- Preparatore atletico: Courtney Watson